# Machézal
Machézal este o comună în departamentul Loire din sud-estul Franței. În 2009 avea o populație de 415 de locuitori.

## Evoluția populației
| An        | 1975 | 1982 | 1990 | 1999 | 2006 | 2009 |
| --------- | ---- | ---- | ---- | ---- | ---- | ---- |
| Populație | 323  | 315  | 306  | 361  | 402  | 415  |